# Autogiro (betalningssätt)
Autogiro är ett sätt att sköta betalningar automatiskt genom överföring på förfallodagen från ett bankkonto. 
Autogiro innebär att kontoinnehavaren ger ett företag eller en organisation rätt att ta ut pengar från kontohavarens konto.

## Sverige
Regler för autogiro finns i Sverige i lag (2010:751) om betaltjänster och i de villkor för Autogiro som Bankgirot anger. Betaltjänstlagen började gälla den 1 augusti 2010. De nya reglerna innebar att bekräftelser på nya autogiromedgivanden inte skickades ut via post utan istället redovisas de för kontoinnehavaren i internetbanken. Autogiro infördes ursprungligen 1967.

## I andra länder
Autogiro finns i många länder, under många olika namn. På engelska kallas det vanligen direct debit.
Autogiro fungerar enligt EU-regler mellan EU-länder, men bara för valutan euro, enligt principerna för Gemensamma eurobetalningsområdet.